# سريس
السريس
وهو نبات شرق أوسطى ينمو في الجبال في فصل الربيع وتستغل اوراق السريس لعمل (أو لتحضير) خلطة أعشاب, ويشرب كألشاي وهو نبات مفيد جدا ويخرج السريس بعد هطول الأمطار.